# Emma Ihrer
Emma Ihrer (Glatz, 3 janvier 1857 - Berlin, 8 janvier 1911) est une féministe et syndicaliste prussienne.

## Biographie
Elle a fondé le journal Die Arbeiterin (« La Travailleuse »).
En 1885, avec Gertrude Guillaume-Schack,  elle fonde la Verein zur Vertretung der Interessen der Arbeiterinnen (Association pour la promotion des intérêts des femmes au travail) à Berlin en collaboration avec le SPD.